# The Fatal Ring

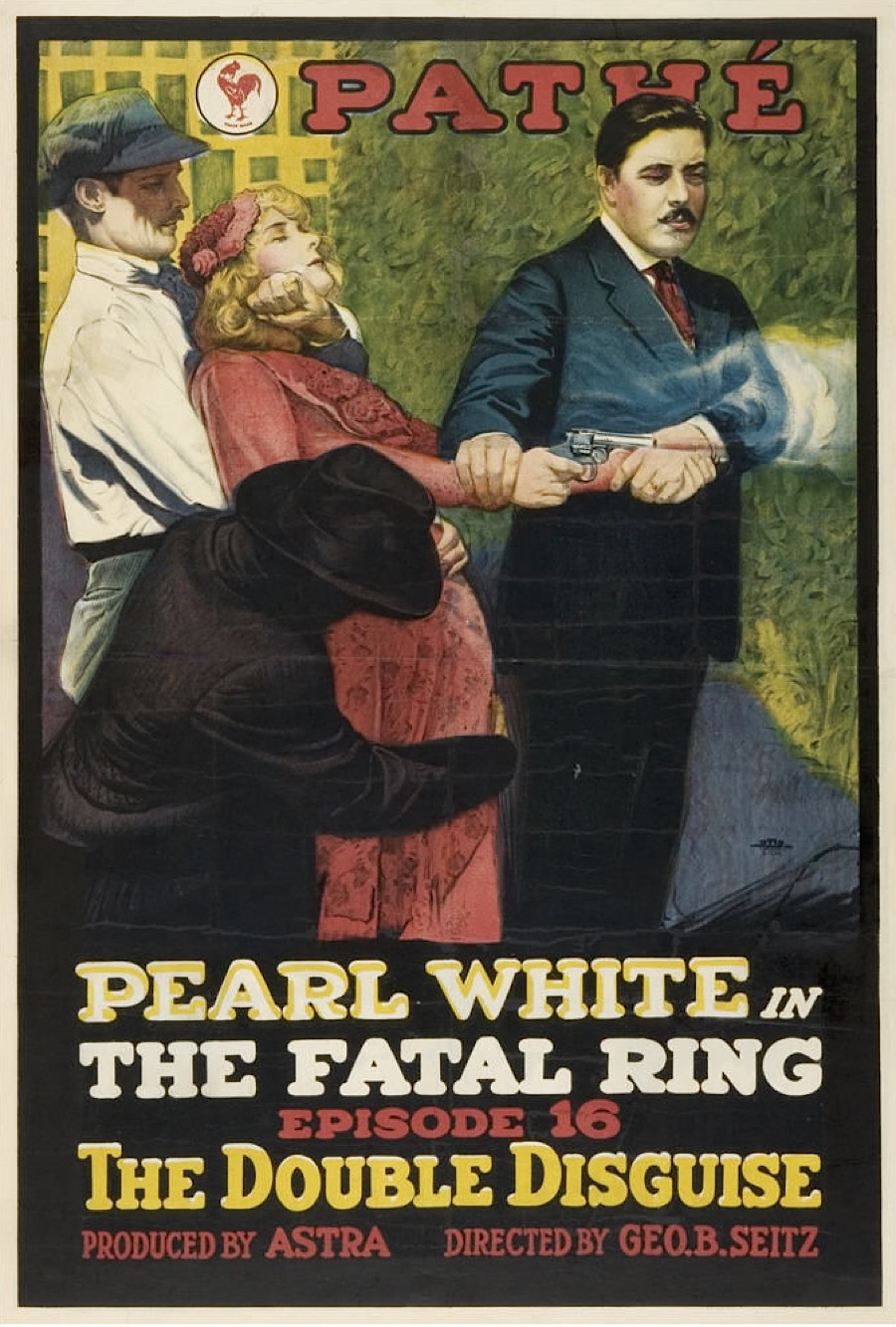
Poster do seriado The Fatal Ring

The Fatal Ring é um seriado estadunidense de 1917, em 20 capítulos, categoria drama, dirigido por George B. Seitz e estrelado por Pearl White. Produzido pela Astra Film Corporation, foi distribuído pela Pathé Exchange e veiculou nos cinemas dos Estados Unidos de 8 de julho a 21 de outubro de 1917.
Este filme é considerado perdido.

## Elenco
- Pearl White - Violet Standish
- Earle Foxe - Nicholas Knox
- Warner Oland - Richard Carslake
- Ruby Hoffman - Priestess
- Henry G. Sell - Tom Carlton
- Floyd Buckley
- Cesare Gravina
- Mattie Ferguson
- Richard LaMarr
- Bert Starkey
- L.J. O'Connor (creditado Louis J. O'Connor)
- Harriet Reller
- George B. Seitz - papel indeterminado (não creditado)

## Capítulos
1. The Violet Diamond
2. The Crushing Walls
3. Borrowed Identity
4. The Warning On The Ring
5. Danger Underground
6. Rays of Death
7. The Signal Lantern
8. The Switch In The Safe
9. The Dice of Death
10. The Perilous Plunge
11. The Short Circuit
12. A Desperate Chance
13. A Dash of Arabia
14. The Painted Safe
15. The Dagger Duel
16. The Double Disguise
17. The Death Weight
18. The Subterfuge
19. The End of The Trail